# Manuel Pérez de Junquitu
Manuel Pérez de Junquitu y Gómez de Barreda (?, 1854 - 23 de marzo de 1915) fue un político y aristócrata español, marqués de Casa Ramos, diputado a Cortes durante la restauración borbónica.

## Biografía
Fue una figura importante en el caciquismo político valenciano gracias al control que ejercía en el sindicato de regantes. Obtuvo el título de marqués en 1863, a la muerte de su padre Tomás Pérez de Junguitu y Ramos Dávila. Estuvo casado con María Shelly Díaz de Trechuelo.
Fue diputado del Partido Moderado por el distrito del Mar de Valencia en las Cortes Españolas de 1864 y 1867. Tras la restauración borbónica fue uno de los dirigentes del Partido Conservador en Valencia y fue elegido diputado nuevamente a las elecciones generales españolas de 1876, 1879 y 1884.